# Alfonso de Portugal (1135-1207)
Alfonso de Portugal (1135 - Santarém, 1 de marzo de 1207). Noble portugués e hijo bastardo de Alfonso I Enríquez y de Chamoa Gomes, sobrina de Fernando Pérez de Traba.

## Biografía
Combatió en Tierra Santa como cruzado y fue elegido maestre de la Orden de San Juan de Jerusalén en 1202 cuya sede dejó de ser Jerusalén para pasar a ser Rodas. En 1206 volvió a Portugal tras abdicar, donde moriría un año más tarde. Está enterrado en la iglesia de san Juan de Santarém.